# Dommartin-lès-Remiremont
Dommartin-lès-Remiremont è un comune francese di 1 880 abitanti situato nel dipartimento dei Vosgi nella regione del Grand Est.
Il territorio comunale è attraversato dal fiume Moselletta (Moselotte in francese).

## Società

### Evoluzione demografica
Abitanti censiti